# Piotr Tarántsev
Piotr Timoféyevich Tarántsev (del ruso: Пётр Тимофеевич Таранцев) fue un militar ruso soviético, participante en la Gran Guerra Patria. Fue comandante diputado (teniente primero) de 895 Regimiento de Fusileros de la 193.ª División del 65.º Ejército del Frente Central. Héroe de la Unión Soviética (1943).

## Biografía
Nació el 23 de junio de 1923 en un familia campesina rusa del seló Samárskoye del krai del Sudeste (actual óblast de Rostov) del Imperio ruso. Finalizó 7 cursos y comenzó a trabajar en un koljós.
Se alistó en octubre de 1941 en el Ejército Rojo y entró en combate por primera vez en febrero de 1942. En 1943 se graduó en la Escuela Militar de Infantería de Tiumén.
Participó en combates cerca de Rostov del Don y más tarde en Stáraya Rusa. Era el segundo al cargo del cálculo del tiro de las ametralladoras. En 1943 fue nombrado diputado comandante de una compañía en los combates en los alrededores de Kursk.
El diputado comandante del batallón de fusileros y miembro del Komsomol teniente primero Piotr Tarántsev se distinguió especialmente en el paso del río Dniéper el 15 de octubre de 1943 en el pueblo Kámianka del raión de Ripky del óblast de Cherníhiv de Ucrania. A la cabeza de la vanguardia de sus divisiones avanzadas el día 16 de octubre ocupó el pueblo Krupeiki del raión de Loyew del óblast de Gomel de Bielorrusia y organizó su defensa. Tras cuatro días de resistir los combates, Tarántsev fue herido, pero continuó en la guerra. Por estas acciones sería condecorado como Héroe de la Unión Soviética.
En 1945 Tarántsev fue desmovilizado y pasado a la reserva. Viviría en Moscú tras la guerra, graduándose en 1950 en una Escuela Técnica de Automoción, y comenzando a trabajar en la fábrica ZIL, en la que permanecería hasta 1972. Desde 1984 vivió en Rostov del Don, donde moriría el 27 de enero de 1987. Fue enterrado en su pueblo natal, Samárskoye.
Su tío Polikarp Polovinko que falleció en la Guerra, también fue condecorado como Héroe de la Unión Soviética.

## Condecoraciones
Por ukaz del Presidium del Sóviet Supremo de la Unión Soviética del 30 de octubre de 1943 Piotr Tarántsev fue condecorado como Héroe de la Unión Soviética por su lucha contra los enemigos nazis, por su valor y el heroísmo demostrado en el campo de batalla. También le fueron concedidas la Orden de Lenin y la Estrella de Oro (n.º 1539), la Orden de la Gran Guerra Patria de I clase y la Orden de la Estrella Roja en dos ocasiones.